# Xenochelifer davidi
Espèce
Xenochelifer davidi est une espèce de pseudoscorpions de la famille des Cheliferidae.

## Distribution
Cette espèce est endémique de Californie aux États-Unis. Elle se rencontre dans le comté de Los Angeles.

## Description
Le mâle holotype mesure 2,89 mm et le mâle paratype 2,98 mm et les femelles de 3,18 à 3,80 mm.

## Étymologie
Cette espèce est nommée en l'honneur de David C. Chamberlin, le fils de Joseph Conrad Chamberlin.

## Publication originale
- Chamberlin, 1949 : New and little-known false scorpions from various parts of the world (Arachnida, Chelonethida), with notes on structural abnormalities in two species. American Museum Novitates, no 1430, p. 1-57 (texte intégral).